# John Barth
John Simmons Barth (Cambridge, Maryland, 27 de mayo de 1930-Bonita Springs, Florida, 2 de abril de 2024) fue un escritor, crítico literario y profesor universitario estadounidense, conocido por su trabajo de corte posmodernista y metaficcional.

## Datos biográficos

### Estudios
Estudió en las escuelas East Cambridge Elementary y Cambridge High de Maryland. Deseando convertirse en baterista de jazz, cursó durante un tiempo estudios de "Teoría elemental y orquestación avanzada" en la prestigiosa Academia Juilliard de Nueva York. Más adelante fue alumno de la Universidad Johns Hopkins, donde obtuvo los títulos de Bachelor of Arts y Master of Arts, en 1951 y 1952, respectivamente.

### Actividad docente
Trabajó como profesor en las universidades de Penn State (1953-1965), Búfalo (1965-1973), Boston (como profesor visitante, 1972-1973), y Johns Hopkins (1973-1995). Se retiró definitivamente de la docencia en 1995.

## Carrera literaria
La primera novela publicada por John Barth fue La ópera flotante (The Floating Opera, 1956). La obra, muy influenciada por el existencialismo francés (especialmente por Sartre y Camus), está narrada en primera persona por su protagonista, Todd Andrews, un abogado de Maryland que rememora en 1954 los acontecimientos que le llevaron, un día de junio de 1937, a tomar la decisión de suicidarse. La obra fue nominada para el National Book Award.

## Obras destacadas
- La ópera flotante (The Floating Opera, 1957) (traducción de Mariano Peyrou, Editorial Sexto Piso, 2017)
- El fin del camino (The End of the Road, 1958) (traducción de Mariano Peyrou, Editorial Sexto Piso, 2017)
- El plantador de tabaco (The Sot-Weed Factor, 1960) (traducción de Eduardo Lago, Editorial Sexto Piso, 2013)
- Perdido en la casa encantada (Lost in the Funhouse, relatos, 1968)
- Quimera (Chimera, 1972)
- Cartas (Letters, 1979)
- Sabático (Sabbatical: A Romance, 1982) (traducción de Jordi Fiblá, editorial Piel de Zapa, 2021)